# 笠山 (埼玉県)
笠山（かさやま）は、埼玉県比企郡小川町と秩父郡東秩父村との境界にある山である。

## 概要
標高837m。南側の笠山峠（700m）を隔てて堂平山（876m）に連なる。北から東南にかけては関東平野に直接面しており、乳房状の山容は東京方面からもよく目立つ。別名乳房山とも呼ばれる。小川町のシンボル的存在である。
秩父盆地東側に連なる外秩父山地の代表的な峰の一つである。頂上は東西二つの小さな峰に分かれ、東峰に笠山神社がまつられている。山頂はおおむね樹林に覆われているが、西峰からは北側の眺めが楽しめる。
登山道は、北側の萩平集落、南側の笠山峠からの二本が通じている。また、小川町駅から寄居駅まで外秩父山地の山々を縦走する「外秩父七峰縦走ハイキングコース」にも入っている。東武東上線の沿線にあるため、東武鉄道がハイキングなどを主催しており、毎年春に「外秩父七峰縦走ハイキング大会」も開かれている。

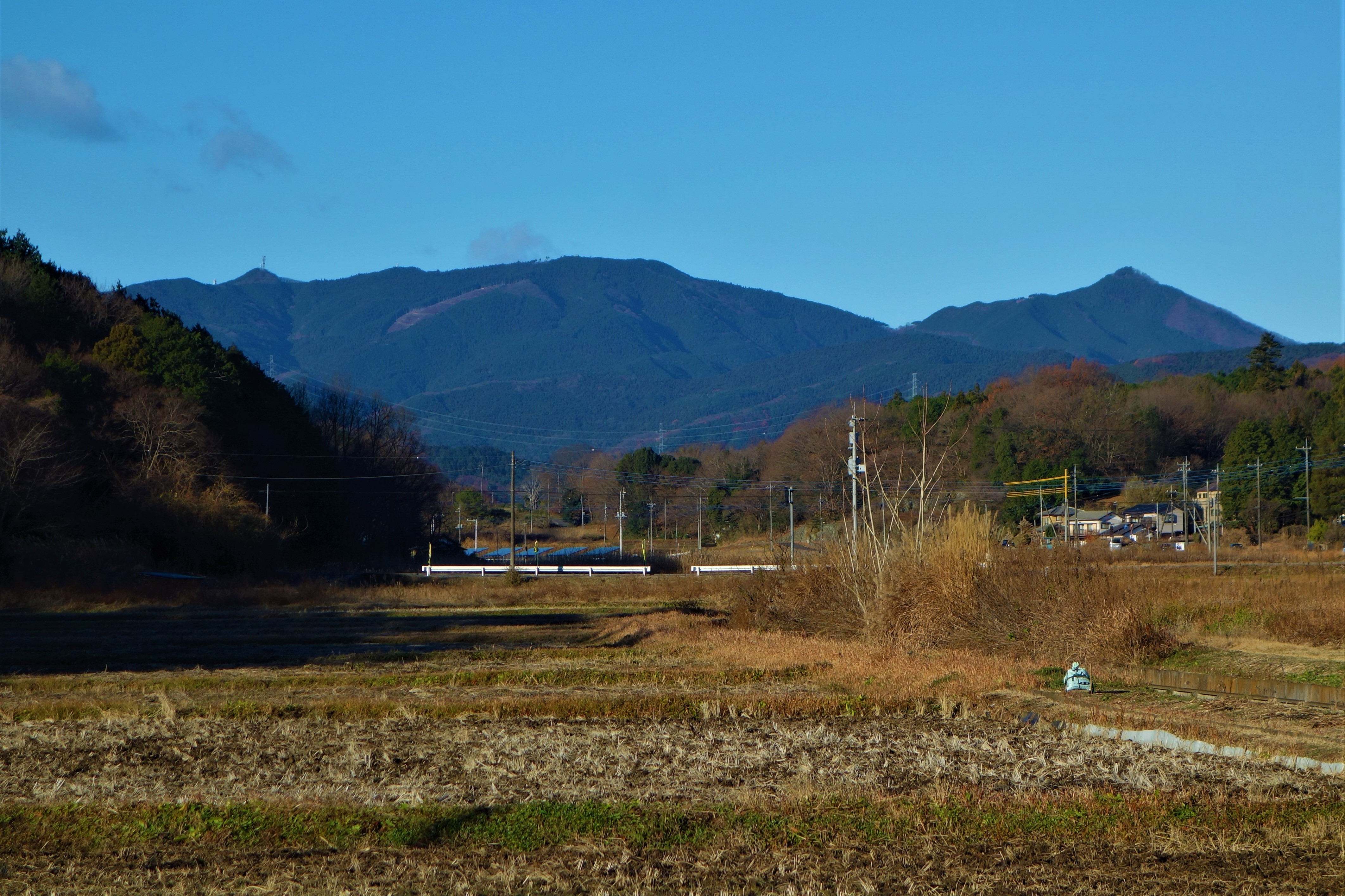
鳩山町から見た堂平山と笠山
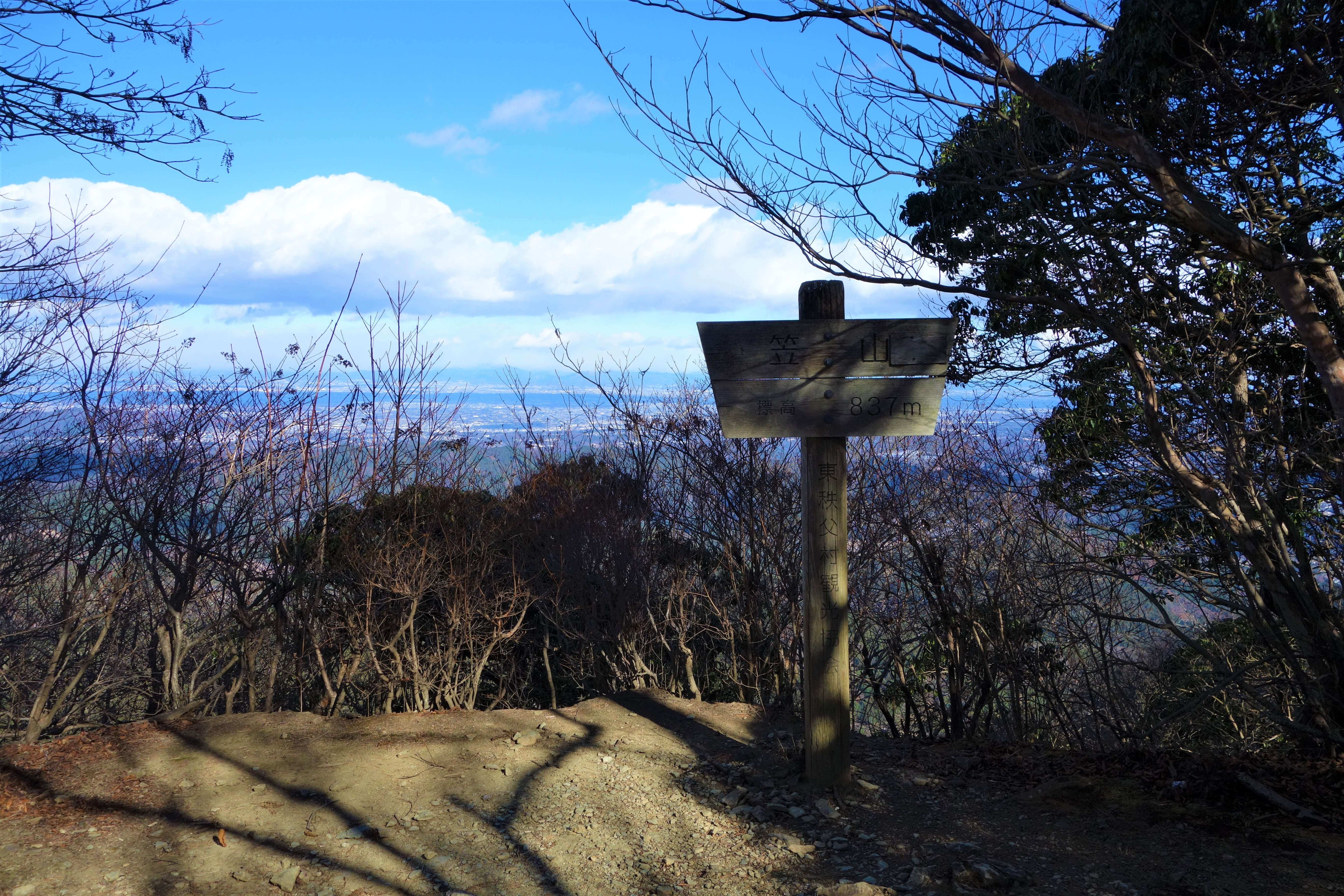
笠山山頂
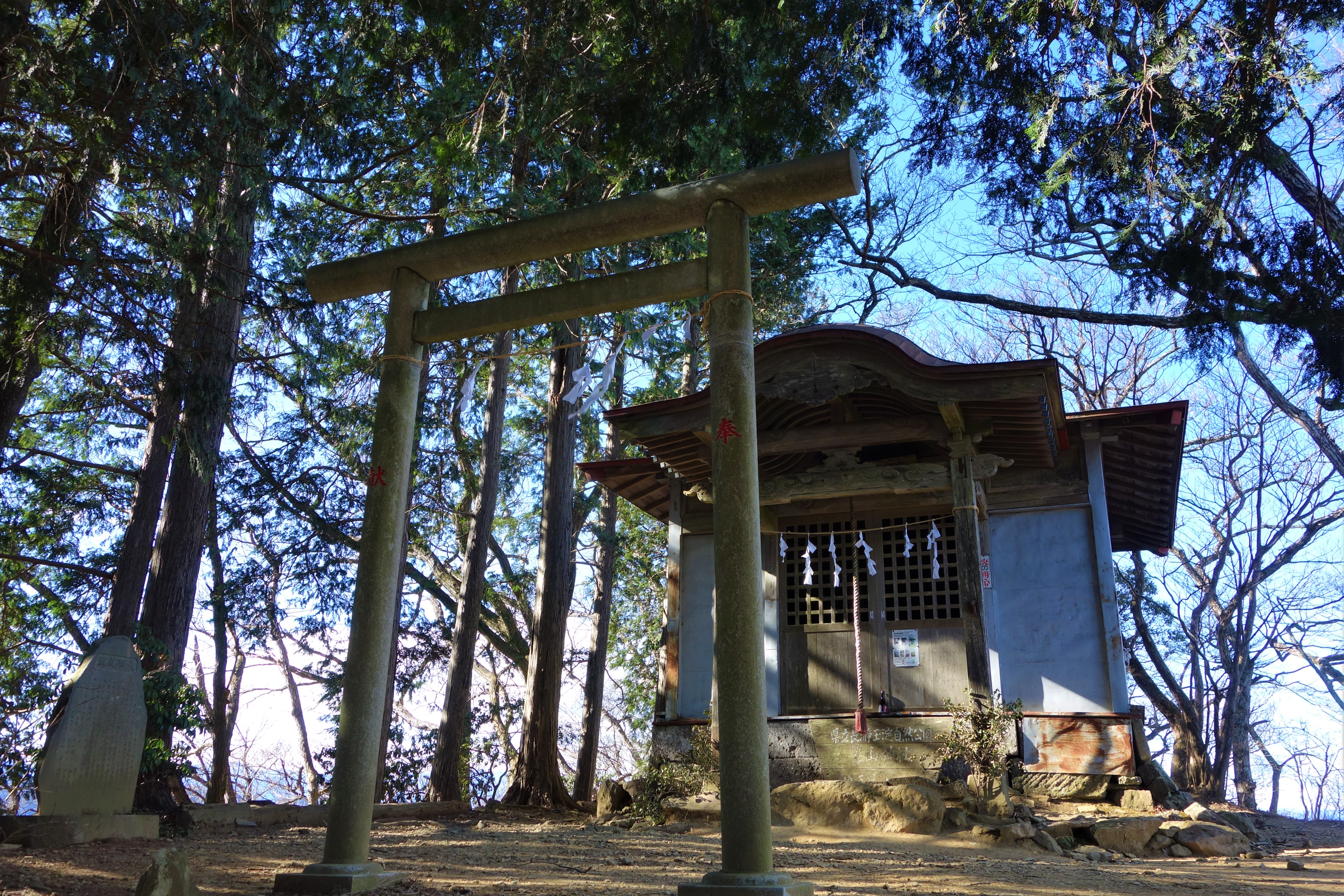
笠山神社上社

## 周辺の山
西
- 大霧山

南
- 堂平山